# Nettoyage en place
Un Nettoyage en place (NEP) ou Clean-in-Place (CIP) en anglais est un système automatique de nettoyage des installations sans démontage. Le plus souvent intégré à la machine lors de la conception, les cuves, tuyaux ou autres machines sont lavés à l'aide d'un circuit d'eau parallèle. Dans les systèmes les plus complexes, le nettoyage de circulation utilise différents cycles avec produits de lavage et de rinçage, pilotés automatiquement par un programmateur central.
Le nettoyage en place a lieu tout de suite après la production, il évite la formation de produits de dégradation et de contamination pendant le fonctionnement des machines. Il va garantir le respect des normes d'hygiène propres aux industries de nourriture, de boissons et pharmaceutiques. 

## Installation lors de la conception

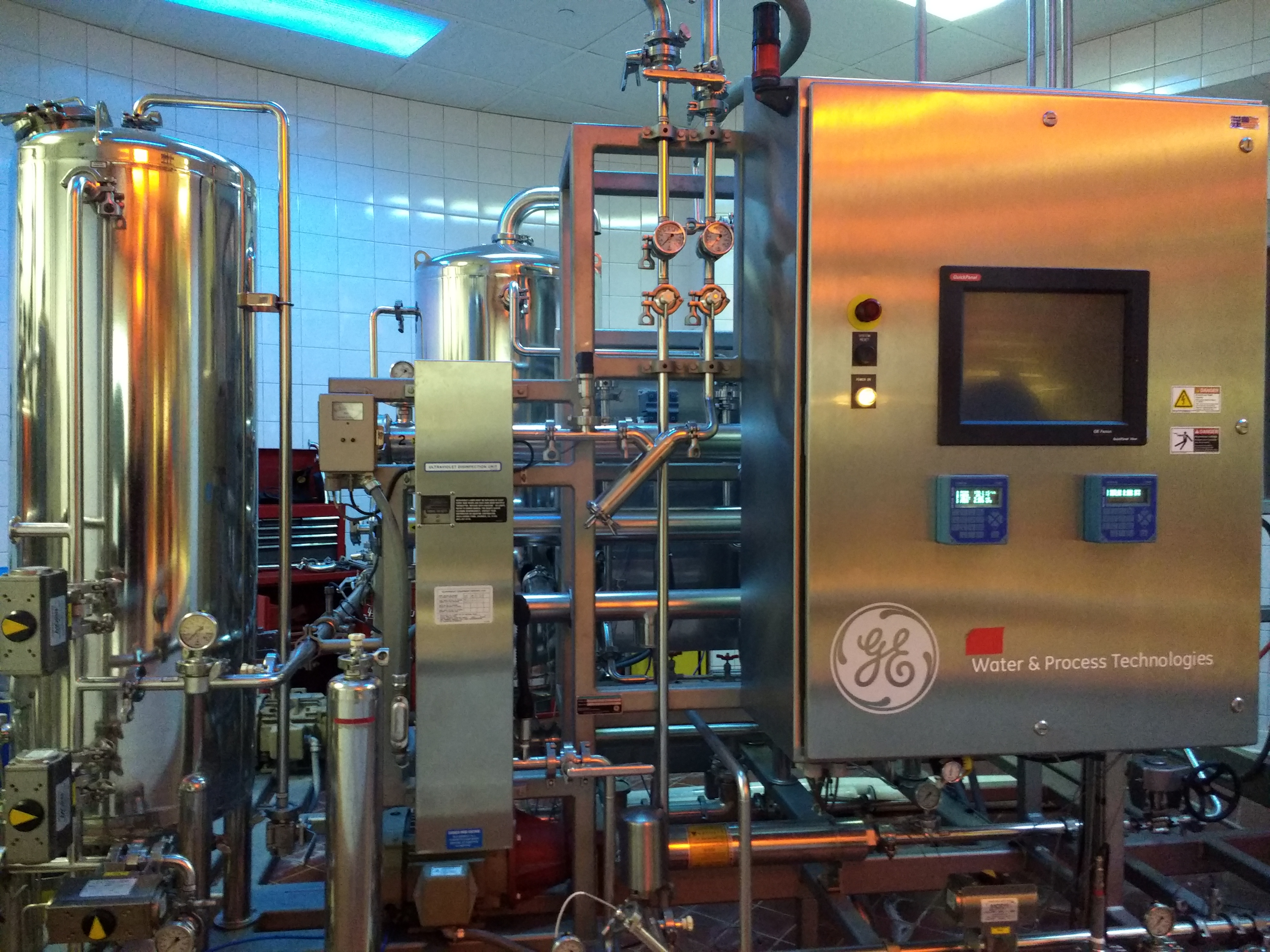
NEP dans une usine de boissons gazeuses

Le circuit d'eau qui sert au nettoyage ainsi que les alimentations et l'éventuel retraitement des eaux de lavage sont intégrés dès la conception de l'outillage. Dans les machines automatisées, les cycles et les programmes sont également intégrés dès le début. Dans ce cas, on peut utiliser les pompes principales ou des pompes auxiliaires pour déplacer l'eau.
Le NEP n'est pas uniquement basé sur l'utilisation d'eau de nettoyage. Pour purger un tuyau on pourra par exemple utiliser un piston racleur, qui lors de son avancée dans le tuyau racle la paroi interne et pousse les restes de produit. Le racleur est introduit par un circuit dérivé, ou par une ouverture dans le tuyau principal. Il est poussé dans le tuyau par de l'air ou de l'eau, parfois directement par le produit suivant. (Gestion des courbes de la tuyauterie et des filtres à prévoir).
Pour nettoyer une cuve sur toutes les parties (notamment les dessous de couvercles), il est nécessaire de projeter de l'eau sur l'ensemble de l'intérieur de la cuve. On utilise pour cela des boules de lavages, ou têtes de pulvérisation, qui sont fixes ou tournent en projetant l'eau dans toutes les directions lorsque le débit d'eau est suffisant.
Les pyrolyses des fours (procédé qui consiste à faire carboniser les graisses pour les réduire en cendre) peuvent être assimilées à un NEP.

## Installationa posteriori
Certains fabricants proposent des systèmes de traitement d'eau qui peuvent servir à un NEP, intégrant dans une machine mobile (skid) les pompes, les filtres, et l'éventuel chauffage de l'eau. Ce skid se branche sur les vannes d'une installation fixe lorsqu'on veut la nettoyer.

## Cycle de nettoyage
Un système de NEP peut disposer de plusieurs cuves :
- une cuve d'eau chargée en détergents (généralement acide et soude)
- une cuve d'eau de rinçage (retour des eaux)
- éventuellement, une cuve d'eau propre si on n'utilise pas l'eau du réseau en direct

### Purge produit
Les restes de produit sont poussés dans les égouts par de l'eau semi-propre. Généralement, on utilise les eaux de rinçage des cycles précédents. Avantage : les eaux sont légèrement chargées en détergents. Une navette peut être utilisée afin de racler la paroi des tuyaux.
Nota : selon le type de production, l'eau des égouts internes est envoyée en station d'épuration ou en destruction.

### Lavage
Un mélange d'eau et de détergent circule dans la totalité de l'installation. Chaque paroi est lavée, y compris les parois qui n'ont pas été en contact avec le produit, par exemple les couvercles de cuves. Pour bien projeter l'eau dans toutes les directions, on utilise des boules de lavages, fixes ou rotatives. L'eau de lavage salie est envoyée dans les égouts. La même eau peut circuler en boucle pour optimiser l'action du détergent, et plusieurs cycles de lavage peuvent être réalisés.
Les étapes habituelles du nettoyage sont : 
- lavage à grandes eaux pour éliminer les résidus (1,5 à 2 m/s dans les tuyauteries)
- nettoyage alcalin (soude) : le détergent alcalin dissout les graisses et les protéines, nettoie les dépôts difficiles à enlever
- rinçage intermédiaire à l'eau
- nettoyage à l'acide (souvent acide nitrique) : il va neutraliser les restes de soude dans les tuyauteries et cuves et enlever les résidus minéraux dans les appareils (aires chaudes comme les pasteurisateurs).
- rinçage à l'eau final : pour éliminer les résidus acides[2]

### Rinçage
Après évacuation des eaux de lavage, de l'eau propre rince le détergent. Cette eau ne peut pas circuler en boucle. Elle peut être stockée à son retour pour servir d'eau de lavage au prochain NEP.
La qualité du rinçage est mesurée grâce à un conductimètre en ligne sur les eaux de retour par la conductivité. Si l'eau n'est plus chargée en détergent, la conductivité diminue. L'installation est propre.

### Séchage
Selon le type de production, il peut être nécessaire de sécher l'installation après nettoyage. Pour cela, on utilise généralement une pousse à l'azote afin de chasser l'eau.

### Stérilisation en place
Dans les domaines nécessitant un process stérile, telles la pharmacie ou l'agro-alimentaire sensible (lait), le nettoyage est suivi d'une stérilisation des équipements. L'automatisation de cette partie amène l'acronyme CIP/SIP (en) sterilization in place ou plus rarement NEP/SEP.
La SIP est majoritairement effectuée par la chaleur, avec de la vapeur entre 120 et 135°C, suivi d'un refroidissement non contaminant, à l'eau ou air stérile. Il peut également être chimique.
Les installations sont conçues pour résister à ce process, en particulier dans le choix des matières.

## Domaines d'application
Le nettoyage NEP est utilisé lorsque les circuits sont connectés et requièrent des nettoyages fréquents : 
- Installations de réservoirs
- Fabrication de lait de consommation, beurre, yaourts, fromages
- Dessication du lait
- Industrie des boissons, y compris brasserie[4]
- Industrie cosmétique et pharmaceutique

Puis l'utilisation a été généralisée à d'autres secteurs du fait du coût des équipements et de la difficulté à nettoyer certains appareils :
- Industrie des viandes
- Nourriture de courte conservation et réfrigérée
- Salades
- Sauces cuisinées
- Nourritures précuites
- Pâtisserie
- Unités de dépoussiérage et silos (risques d'infestation)[2]